# Made in Heaven (píseň)
Made in Heaven je původně sólová píseň Freddieho Mercuryho, později však píseň převzala skupina Queen a nahrála svou verzi.
Původně byla píseň vydána na Mercuryho debutovém albu Mr. Bad Guy v roce 1985. Později byla píseň byla mírně upravena a publikována jako singl. Ten dosáhl na 57. příčku na britském hudebním žebříčku UK Singles Chart.
Po Mercuryho smrti v roce 1991 dal název písně jméno albu Made in Heaven skupiny Queen z roku 1995, kde byla upravená verze písně (spolu s dalším Mercuryho singlem I Was Born to Love You) použita.

## Obsazení
Originální verze
- Freddie Mercury – zpěv, klavír, syntezátor
- Fred Mandel – klavír, syntezátor, kytara
- Paul Vincent – kytara
- Curt Cress – bicí
- Stephan Wissnet – basová kytara, Fairlight CMI
- Reinhold Mack – Fairlight CMI

Verze Queen
- Freddie Mercury – hlavní zpěv, klavír, klávesy
- Brian May – elektrická kytara, slide guitar
- Roger Taylor – bicí
- John Deacon – basová kytara

## Videoklip
Videoklip k písni byl natočen s pomocí Davida Malleta, který se předtím podílel na tvorbě hudebního videa pro singl „I Was Born to Love You“, a také dalších pěti klipů Queen. Replika Royal Opera House byla postavena uvnitř skladu v severním Londýně (protože normální studia neměla dostatečně vysoké střechy). Nejpozoruhodnějším prvkem je pravděpodobně 67 stop vysoký rotující glóbus, na jehož vrcholu stojí zpěvák v poslední části videa. Oblečení, které Mercury nosí v tomto hudebním videu, je docela podobné oblečení, které měl na sobě v hudebním videu pro píseň Queen Radio Ga Ga.